# 삼인행: 생존게임
《삼인행: 생존게임》(三人行, 영어: Three)는 2016년 공개된 영화이다.

## 출연
- 고천락 : 첸 역
- 자오웨이 : 통 역
- 종한량 : 슌 역
- 시우파이 청
- 임설 : 뚱뚱이 역
- 노해붕
- 공자은
- 홍천명
- 사천화
- 황호연
- 왕재헌
- 구금당
- 주건균